# Oliaronus tontona
Oliaronus tontona är en insektsart som beskrevs av Ball 1934. Oliaronus tontona ingår i släktet Oliaronus och familjen kilstritar. Inga underarter finns listade i Catalogue of Life.